# جيف ساندرز
جيف ساندرز (بالإنجليزية: Jeff Sanders)‏ مواليد 14 يناير 1966 في أوغستا، هو لاعب كرة سلة أمريكي معتزل. بدأ مسيرته الاحترافية في سنة 1989. تم اختياره من قبل فريق شيكاغو بولز خلال الدرافت. يبلغ طوله 6 قدم 8 بوصة (2.0 م). اعتزل اللعب في 2002.

## المسيرة الاحترافية
لعب مع شيكاغو بولز في موسم 1989–90 ، ثم لعب مع شارلوت هورنتس في موسم 1990–91 ، ثم لعب مع أتلانتا هوكس في سنة 1992، ثم لعب مع نادي بلد الوليد لكرة السلة في الدوري الإسباني في موسم 1992–1993، ثم لعب مع سي بي إستوديانتس في موسم 1993–1994.

## روابط خارجية
- جيف ساندرز على موقع إن بي أي (الإنجليزية)
- جيف ساندرز على موقع سبورتس رفرنس (الإنجليزية)
- جيف ساندرز على موقع الدوري الإسباني لكرة السلة (الإسبانية)
- جيف ساندرز على موقع كرة السلة الأوروبية.كوم (الإنجليزية)
- جيف ساندرز على موقع كلية كرة السلة في سبورتس رفرنس.كوم (الإنجليزية)
- جيف ساندرز على موقع ريلجم (الإنجليزية)
- جيف ساندرز على موقع بروبوليرز (الإنجليزية)
- جيف ساندرز على موقع سبورتس رفرنس (الإنجليزية)